# Marissa Delbressine
Marissa Delbressine (10 december 1982) is een Nederlandse striptekenaar en animator.

## Carrière
In 2004 richtte Delbressine een dojinshi-cirkel op, OpenMinded, om in small press manga-achtige strips uit te brengen. In 2006 ging ze bij een ander collectief, Mangafique!, bestaande uit mangaka.
Delbressine studeerde oorspronkelijk klassieke talen, maar ze brak het af om naar de Kunstacademie in Utrecht te gaan. Vervolgens behaalde ze een master in animatie aan de Hogeschool voor de Kunsten Utrecht in 2008.
Als animator maakte ze enkele boektrailers voor schooltv. Sinds 2012 tekent zij de avonturenstrip Ward op scenario van Willem Ritstier. De serie wordt voorgepubliceerd in stripblad Eppo. Er verschenen 3 albums. Ward is niet getekend in de stijl van een manga, maar sluit eerder aan bij de Europese strip.
Naast haar werk als animator en striptekenaar verzorgt ze workshops op het gebied van striptekenen, animatie en manga.

## Waardering
- In 2009 kreeg ze van het Fonds voor Beeldende Kunsten, Vormgeving en Bouwkunst een beurs van € 25.000 om een driedelige mangastrip Itshou te tekenen.[3]
- In 2010 was ze genomineerd voor de Plastieken Plunk met de strip Zonderling.
- In 2011 en 2012 won ze een Dutch Manga Award.[1][4] Dat is een prijs op AnimeCon.
- In 2012 was ze derde op de Benelux Beeldverhalenprijs met haar korte strip Modelgezin.[5]
- In 2014 ontving ze van de Beroepsvereniging Nederlandse Striptekenaars een striptalentprijs.[6]